# Patrícia Pillar
Patrícia Gadelha Pillar (n. 11 ianuarie 1964, Brasília) este o actriță braziliană.